# U.S. Indoor National Championships 1980
Lo U.S. Indoor National Championships 1980 è stato un torneo giocato sul sintetico indoor del Racquet Club of Memphis a Memphis nel Tennessee. È stata la 79ª edizione del Torneo di Memphis, facente parte del Volvo Grand Prix 1980.

## Campioni

### Singolare maschile
John McEnroe ha battuto in finale  Jimmy Connors con il punteggio di 7–6, 7–6.

### Doppio maschile
John McEnroe /  Brian Gottfried hanno battuto in finale  Rod Frawley /  Tomáš Šmíd con il punteggio di 6–3, 6–4.